# Grotte de Smoo
La Grotte de Smoo (Smoo Cave) est une grotte marine et d'eau douce à l'est de Durness, dans le comté de Sutherland, sur la côte nord des Highlands écossaises. Sa partie intérieure est une grotte karstique constituée de calcaire de Durness. Le mot vieux norrois « Sumvya », dont est dérivé Smoo, signifie « vallée fluviale » ou « fente ».

## Description
La grotte calcaire mesure 60 m de long, 40 m de large et l'arche au-dessus de l'entrée fait plus de 15 m de haut. Cela en fait la grotte marine la plus accessible des îles Britanniques. Composée de deux chambres en forme de T, la grotte est facilement accessible par un chemin escarpé. La grotte peut également être visitée en bateau. Son intérieur est éclairé par des projecteurs.
Depuis des millénaires, les vagues de la mer et un petit ruisseau qui coule à l'intérieur de la grotte ont formé le fjord étroit d'environ 800 m de long Geodha Smoo. Le ruisseau appelé Allt Smoo coule à travers une fente dans le plafond dans la deuxième chambre de près de 25 m de long appelée Falis Smoo ou Chimney Smoo. Il tombe en cascade dans un bassin profond d'environ huit mètres. Après de fortes pluies, l'Allt Smoo se transforme en un ruisseau déchaîné. L'évent et la cascade peuvent également être observés depuis un point de vue au-dessus de la grotte.
Les fouilles montrent que la grotte était utilisée par les chasseurs il y a plus de 6 000 ans. Des murs et les køkkenmøddinger ont été découverts.
Smoo Cave est un monument patrimonial protégé.

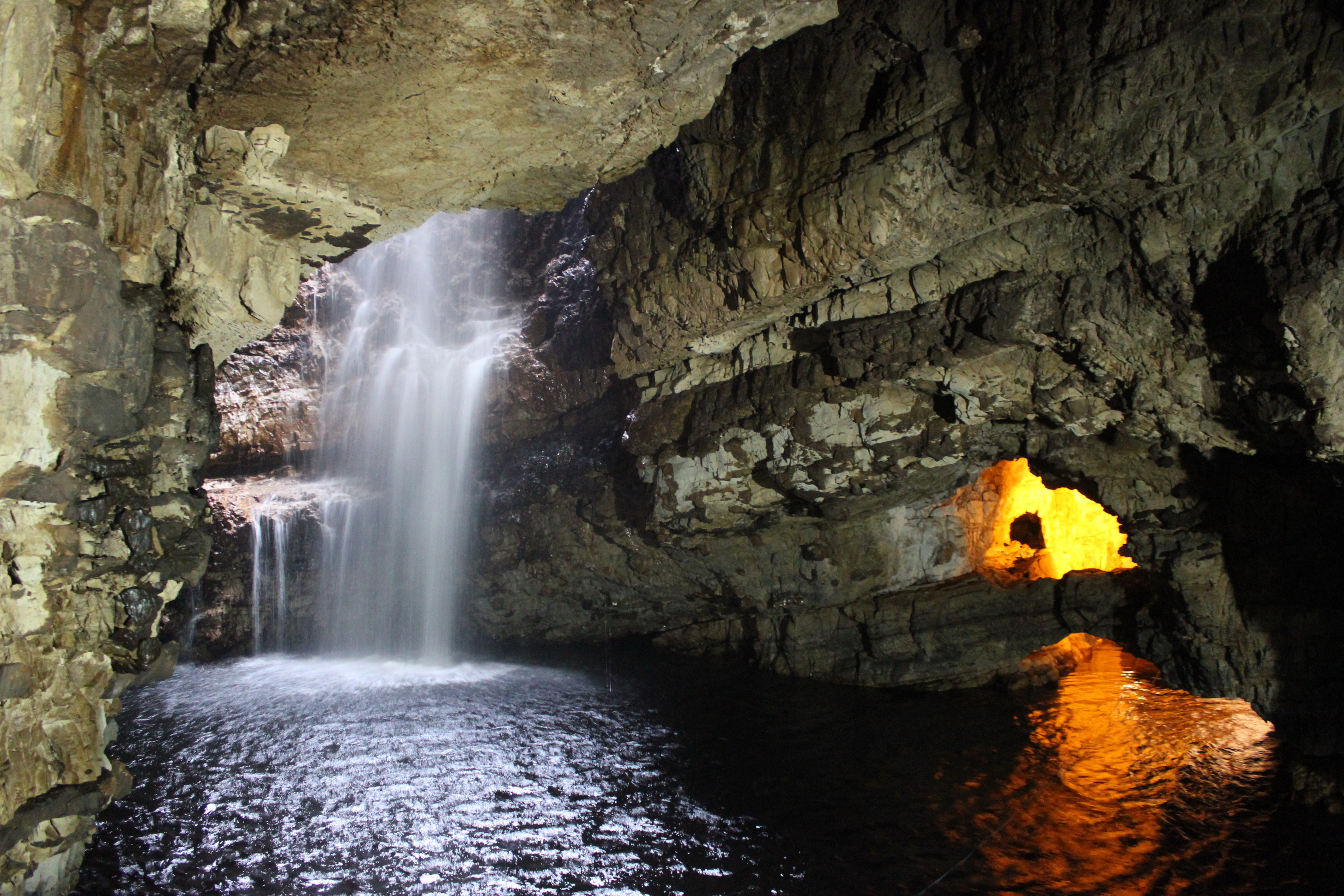
Seconde chambre avec cascade
Entrée
Vue extérieure

## Littérature
- Tony Pollard, Alex Morrison (éd.) : La première préhistoire de l'Écosse Edinburgh University Press Edinburgh pour l'Université de Glasgow, 1996,  (ISBN 0-7486-0677-7).